# Conseil régional
De Conseil régional (Nederlands: regionale raad) is de volksvertegenwoordiging binnen iedere Franse regio. 
De Conseils régionaux worden voor een termijn van zes jaar, via algemeen, enkelvoudig kiesrecht gekozen. De kiezer stemt voor een lijst, zonder een voorkeurstem uit te kunnen brengen, in een verkiezing dat in twee ronden wordt gehouden, met een meerderheidsbonus gelijk aan een kwart van de te bezetten zetels. Voor de tweede ronde bestaat een drempel van 10% van de in de eerste ronde uitgebrachte stemmen. Lijsten kunnen echter tussen de twee rondes worden veranderd, namelijk om met kandidaten die op lijsten stonden die minder stemmen hebben gekregen door te kunnen. De laatste verkiezingen vonden op 20 (eerste ronde) en 27 juni 2021 (tweede ronde) plaats. De volgende verkiezingen zijn in 2028 (samen met de departementale verkiezingen) gepland. Die zouden oorspronkelijk een jaar eerder worden gehouden, maar dat is doorgeschoven, omdat er in 2027 al voorlopig presidents- en parlementsverkiezingen zullen plaatsvinden.
De Conseils régionaux werden op 5 juli 1972 gecreëerd. Aanvankelijk waren zij niet meer dan raadgevende commissies en bezaten geen werkelijke macht. Pas na de invoering van de decentralisatiewet van 1982 bezitten de Conseils régionaux werkelijke macht.
Uit zijn midden wordt een uitvoerend comité gekozen bestaande uit een voorzitter (Président du Conseil régional) en enkele vicevoorzitters. De voorzitter van de regionale raad is het hoofd van het politiek bestuur van een regio.